# Río Hemavathi
El río Hemavati o Hemavathi (en kannada, ಹೇಮಾವತಿ) es un río que discurre por el extremo sur del subcontinente indio, el principal afluente del río Kaveri, que desemboca en el golfo de Bengala. Tiene una longitud de 245 km y drena una cuenca de 5 410 km².
Se origina en las estribaciones de las montañas Ghats Occidentales, a una altitud de unos 1219 m, cerca de Ballala rayana durga, en el distrito de Chikmagalur en el estado de Karnataka. 
Fluye por Chikkamagalooru, el distrito de Hassan y el distrito de Mysore antes de desembocar en el río Kaveri cerca de Krishnarajanagara. En el río hay un gran embalse localizado en Gorur, en el distrito de Hassan.